# Мастро, Мэдди
Мэдди Мастро (англ. Maddie Mastro; род. 22 февраля 2000, Райтвуд, штат Калифорния, США) — американская сноубордистка, участница зимних Олимпийских игр 2018 года, двукратный призёр чемпионатов мира (2019,2021), бронзовый призёр зимних X Games 2018 года, многократный призёр этапов Кубка мира.

## Биография
Мэдди Мастро родилась в 2000 году в городе Райтвуд, Калифорния. В 2 года Мэдди начала заниматься горными лыжами на горнолыжном курорте в Южной Калифорнии. Но уже в 6 лет она встала на сноуборд, который ей купил отец. С самого начала Мэдди стала заниматься хафпайпом, изредка выступая в слоупстайле. С марта 2014 года Мастро принимала участие в турнирах FIS, проходивших на территории США. На своём первом молодёжном чемпионате мира американская сноубордистка заняла 6-е место. Аналогичный результат Мэдди показала спустя год на молодёжном первенстве в Китае.
В январе 2016 года Мастро дебютировала на домашнем этапе Кубка мира в Маммоте и с первой же попытки стала бронзовым призёром, уступив лишь двум соотечественницам Келли Кларк и Хлое Ким. 6 февраля на этапе в Парк-Сити Мэдди стала уже второй, пропустив вперёд себя только Ким. В том же 2016 году Мастро впервые приняла участие в X Games. В Аспене Мэдди стала только 7-й, а в Осло показала 4-й результат. В марте 2017 года Мэдди дебютировала на взрослом чемпионате мира в испанской Сьерра-Неваде. По итогам соревнований американская сноубордистка с результатом в 70 баллов стала 6-й.
В сезоне 2017/18 Мастро сумела трижды подняться на пьедестал этапов Кубка мира, благодаря чему получила место в олимпийской сборной США. Незадолго до Олимпийских игр в Аспене состоялись очередные X Games, по итогам Которых Мастро впервые стала призёром, завоевав бронзовую награду.
На зимних Олимпийских играх 2018 года в южнокорейском Пхёнчхане Мэдди успешно преодолела квалификационный раунд соревнований в хафпайпе, показав 4-й результат. Финальный раунд соревнования сложился для Мастро очень неудачно. Во всех трёх попытках Мэдди падала в самом начале выступления, в результате чего наивысшей оценкой для спортсменки стали 14 баллов, заработанных за первый спуск. С этим результатом Мастро заняла 12-е место, замкнув итоговую таблицу финала.

## Результаты

### Олимпийские игры
| Олимпийские игры | HP |
| ---------------- | -- |
| Пхёнчхан 2018    | 12 |

### Чемпионаты мира
| Чемпионат мира     | HP |
| ------------------ | -- |
| Сьерра-Невада 2017 | 6  |

## Личная жизнь
- Родители — Кристофер и Айлин Мастро. Брат — Кэмерон.
- Своим кумиром считает австралийскую сноубордистку Тору Брайт[4].